# Simonetta Stefanelli
Simonetta Stefanelli (italienskt uttal: [simoˈnetta steːfaˈnɛlli]), född 30 november 1954, är en italiensk entreprenör, modedesigner och före detta skådespelerska. Internationellt är hon mest känd för sin roll som Apollonia Vitelli-Corleone i filmen Gudfadern från 1972, regisserad av Francis Ford Coppola.

## Privatliv
Stefanelli var gift med skådespelaren och regissören Michele Placido, med vilken hon medverkade i ett antal filmer, inklusive det erotiska dramat Peccati in famiglia från 1975. De fick tre barn tillsammans, inklusive skådespelerskan Violante Placido, och de skilde sig 1994. Efter skilsmässan bodde Stefanelli och hennes barn en kort period i London.
Ett internetrykte om att Stefanelli hade dött uppkom 2006 och sedan igen 2008.
Efter att ha avslutat sin skådespelarkarriär 1992 äger och driver Stefanelli nu en modebutik i Rom som heter Simo Bloom, där hon designar plånböcker och skor.